# Bakuage Sentai Boonboomger
King-Ohgers Gozyugers
Bakuage Sentai Boonboomger (爆上戦隊ブンブンジャー, Bakuage Sentai Bunbunjā, littéralement Boonboomger, l'escadron explosif) est une série dramatique télévisée japonaise tokusatsu, 48e volet de la franchise Super Sentai de Toei Company et le cinquième produit à l'époque Reiwa.
Cette série a pour motif les voitures, la 4e du genre, après Turboranger, Gekisō Sentai Carranger et Engine Sentai Go-onger. La 7e tenant une importance au thème des véhicules en prenant compte de GoGo Sentai Boukenger, Ressha Sentai Toqger et Mashin Sentai Kiramager.

## Synopsis
Une équipe de Super Sentai, œuvrant dans l'ombre à travers les âges, reprend du service pour repousser des assauts extraterrestres. L'élu de cette génération, Taiya Hando, est alors désigné comme leader aux côtés de quatre autres adolescents. Leur nom, les Bakuage Sentai Boonboomger.

## Personnages

### Boonboomgers
Les membres principaux composés de Taiya, Ishiro et Mira utilisent le dispositif Boonboom Changer (ブンブンチェンジャー, Bunbun Chenjā), qui est généralement attaché à leur appareil, afin de se transformer. Leur arme de poing est le Boonboom Handle (ブンブンハンドル, Bunbun Handoru), qui peut basculer entre le mode pistolet (ガンモード, Gan Mōdo) et le mode barre (ロッドモード, Roddo Mōdo) ainsi que se combiner avec le Boonboom Changer.
| Acteur                                 | Personnage                                              | Senshi                                       | Motif                                                       | Épithète                            |
| -------------------------------------- | ------------------------------------------------------- | -------------------------------------------- | ----------------------------------------------------------- | ----------------------------------- |
| Haruhi Iuchi (井内 悠陽, Iuchi Haruhi) | Taiya Hando (範道 大也, Handō Taiya)                    | Bun Red (ブンレッド, Bun Reddo)              | Semi-remorque (セミトレーラー, Semi-torērā)                 | le livreur (届け屋, Todokeya)       |
| Yuki Hayama (葉山 侑樹, Hayama Yūki)   | Ishiro Meita (鳴田 射士郎, Meita Ishirō)                | Bun Blue (ブンブルー, Bun Burū)              | Véhicule tout-terrain (オフロードビークル, Ofu-rōdo bīkuru) | l'informateur (情報屋, Jōhōya)      |
| Miu Suzuki (鈴木 美羽, Suzuki Miu)     | Mira Shifuto (志布戸 未来, Shifuto Mira)                | Bun Pink (ブンピンク, Bun Pinku)             | Break (ステーションワゴン, Sutēshonwagon)                   | la conductrice (運転屋, Unten'ya)   |
| Ryu Saito (齋藤 璃佑, Saitō Ryū)       | Jo Akuse (阿久瀬 錠, Akuse Jō)                          | Bun Black (ブンブラック, Bun Burakku)        | Voiture de police (パトロールカー, Patorōru kā)             | le policier (警察屋, Keisatsuya)    |
| Satoru Soma (相馬 理, Sōma Satoru)     | Genba Bureki (振騎 玄蕃, Bureki Genba)                  | Bun Orange (ブンオレンジ, Bun Orenji)        | Bulldozer (ブルドーザー, Burudōzā)                          | le fournisseur (調達屋, Chōtatsuya) |
| Yu Miyazawa (宮澤 佑, Miyazawa Yū)     | Sakito Homura (焔 先斗, Homura Sakito) (épisodes 16-48) | Bun Violet (ブンバイオレット, Bun Baioretto) | Voiture de Formule 1 (フォーミュラカー, Fōmyura kā)         | le nettoyeur (始末屋, Shimatsuya)   |

#### Taiya Hando
Taiya Hando est un amoureux de voitures qui travaille comme livreur.

#### Ishiro Meita
Ishiro Meita est un espion indépendant et l'informateur de Taiya. On en sait très peu sur lui et bien qu'il ne supporte pas l'optimisme excessif de ses coéquipiers, il est très attaché à eux et sait faire preuve de maturité pour les guider.

#### Mira Shifuto
Mira Shifuto travaille à temps partiel. C'est le dernier membre, timide au passage, à rejoindre l'équipe au premier épisode. Bien que novice, elle s'adapte.

### Alliés

#### Bundorio Bunderas
Bundorio Bunderas (ブンドリオ・ブンデラス, Bundorio Bunderasu) est une forme de vie mécanique extraterrestre qui assiste des Boonboomgers . Peu de choses sont connus à son sujet, alors qu'il refuse lui-même de parler de son passé. Quand Taiya le rencontre, il venait de s'écraser sur Terre, subissant de lourds dommages. Dans le garage du jeune homme où il a reçu des soins, ils ont mis leur intellect au service de la conception et du développement de l'équipement des Boonboomgers en vue de l'invasion prochaine des Hashiryan qui ciblent la Terre. Habituellement il a une forme de robot humanoïde. Mais lors des combats avec les Kurumaju géants, il prend la forme d'une voiture géante sur laquelle viennent s'assembler les Boonboom Cars.

### Grande équipe de course invasive spatiale Hashiryan
La grande équipe de course invasive spatiale Hashiryan (大宇宙侵略大走力団ハシリヤン, Dai Uchū Shinryaku Dai Sōryoku-dan Hashiriyan) rassemble des délinquants intergalactiques qui terrorisent les humains pour collecter leur cri, ici assimilé au Ghassolin (ギャーソリン, Gyāsorin), une puissante source d'énergie.
- Waruido Spindo (ワルイド・スピンドー, Waruido Supindō?) est le chef de l'organisation.
- Decotrade (デコトラーデ, Dekotorāde?) est membre d'un trio de bas rang connu sous le nom de « Sanseaters » (「サンシーター」, « Sanshītā »?). Lui, Itasha et Yeiyei Yaruka apparaissent dès le premier épisode, réclamant leur première place parmi les factions d'Hashiryan à débarquer sur Terre.
- Modèle:Japoonais est un membre des Sanseaters qui crée les Kurumajus. Elle, Dekotrade et Yeiyei Yaruka apparaissent dès le premier épisode, réclamant leur première place parmi les factions des équipes Hashiryan à débarquer sur Terre.
- Yeiyei Yaruka (ヤイヤイ・ヤルカー, Yaiyai Yarukā?) est une automobile vivante, membre des Sanseaters. Apparu au premier épisode, il récolte la Ghassolin accumulée par les Kurumajus afin de la garder en lui.
- Les Kurumajus (苦魔獣, Kurumajū?), individuellement appelés « Grumers » (「グルマー」, « Gurumā »?), sont des monstres créés en infusant un objet avec une clé de contact Hashiriyan (ハシリヤンイグニッションキー, Hashiriyan igunishon kī?). Une fois vaincus, ils sont élargis grâce à Yaiyai Yarucar. Comme les Minosaures de Ryusoulger, ils sont incapables de parler, ne répétant que leur phrase fétiche.
- Les Nejirettas (ネジレッタ, Nejireta?) sont les fantassins d'Hashiriyan. Ils sont armés de clubs Muffranbo (マフランボー, Mafuranbō?) qui font également office de fusils.

## Épisodes
1. Poignée du livreur (届け屋のハンドル, Todokeya no Handoru?)
2. L'informateur n'approuve pas (情報屋は認めない, Jōhōya wa Mitomenai?)
3. La conductrice n'arrête pas (運転屋は止まらない, Untenya wa Tomaranai?)
4. Une voix appelant un héros (ヒーローを呼ぶ声, Hīrō wo Yobu koe?)
5. Le policier n'abandonnera pas (警察屋はくじけない, Keisatsuya wa kujikenai?)
6. Noir et Blanc (クロとシロ, Kuro to Shiro?)
7. Le frein du procureur (調達屋のブレーキ, Chōtatsuya no Burēki?)
8. 暴走と分裂 (Bōsō to Bunretsu?)
9. Poignées des livreurs (届け屋たちのハンドル, Todokeya-tachi no Handoru?)
10. Une mission passionnante (ウキウキなミッションUkiuki na Misshon?)
11. Ce que veut le garçon (少年がほしいもの, Shōnen ga Hoshi mono?)
12. Bakuage Engine (爆上エンジン, Bakuage Enjin?)
13. Approvisionnement perfide (裏切りの調達, Uragiri no Chōtatsu?)
14. Cool and Wild (クールとワイルド, Kūru to Wairudo?)
15. Serrure et clé (錠とキー, Jō to Kī?)
16. Le chasseur violet (ムラサキの始末屋, Murasaki no Shimatsuya?)
17. Bun et Byun (ブンとビュン, Bun to Byun?)
18. 始末屋は気に食わない (Shimatsu-ya wa Kinikuwanai?)

### Film
- Bakuage Sentai Boonboomger The Boon Movie! Promise the Circuit (爆上戦隊ブンブンジャー 劇場BOON！プロミス・ザ・サーキット, Bakuage Sentai Bunbunjā Gekijōbūn! Puromisu za Sākitto?)
- Bakuage Sentai Boonboomger VS King-Ohger (爆上戦隊ブンブンジャーVSキングオージャー, Bakuage Sentai Bunbunjā Tai Kingu-Ōjā?)

## Musiques
La série ne   connaît qu'un seul générique de fin pour l'heure et un générique d'ouverture :
- Générique de début : "Bakuage Sentai Boonboomger" (爆上戦隊ブンブンジャー, Bakuage Sentai Bunbunjā?)
  - Paroles et composition : Masahiro Takeda (武田 将弥, Takeda Masahiro?)
  - Arrangement : Yusuke Shirato (白戸 佑輔, Shirato Yūsuke?)
- Générique de fin : "Kotsukotsu-Pon-Pon" (コツコツ-PON-PON?)
  - Paroles, composition et arrangement : Kentaro Sonoda (園田 健太郎, Sonoda Kentarō?)
  - Artistes : Rica Matsumoto (松本 梨香, Matsumoto Rika?) et Masaaki Endoh (遠藤 正明, Endō Masaaki?)

## Divers
- C'est l'une des rares saisons à ne pas avoir de Ranger jaune dans l'équipe principale, la dernière étant Ryusoulger.
- C'est la 4e saison à avoir pour thème les véhicules, la dernière étant Go-onger.
  - Par coïncidence, l'équipe précèdent sur le thème des samouraïs avec Shinkenger.
- C'est la 6e saison à introduire un Ranger orange, la dernière étant Kyūranger.
  - C'est également la première fois, depuis Battle Fever J, qu'une équipe de Super sentai a pour code couleur de départ Rouge/Bleu/Rose/Noir/Orange.
- Tous les Kurumajus portent un numéro à quatre chiffres, ces derniers étant représentés par des symboles spécifiques aux Hashiryans :
  - 0 : Deux chevrons espacés et reliés par des lignes sur les côtés.
  - 1 : Un seul chevron.
  - 2 : Deux chevrons.
  - 3 : Trois chevrons.
  - 4 : Trois chevrons reliés par une ligne passant le long du côté gauche.
  - 5 : Trois chevrons reliés par une ligne passant par le centre.
  - 6 : Trois chevrons reliés par une ligne passant le long du côté droit.
  - 7 : Trois chevrons reliés par deux lignes, l'une longeant le côté gauche et l'autre passant par le centre.
  - 8 : Trois chevrons reliés par deux lignes, l'une longeant le côté droit et l'autre passant par le centre.
  - 9 : Trois chevrons reliés par trois lignes.
- Malgré ce que pourrait faire croire le nom de leur espèce, l'écriture exacte de ce dernier n'est pas「車獣」mais bien「苦魔獣」.